# Кастельмеццано
Кастельмеццано (італ. Castelmezzano) — муніципалітет в Італії, у регіоні Базиліката,  провінція Потенца.
Кастельмеццано розташоване на відстані близько 340 км на південний схід від Рима, 24 км на південний схід від Потенци.

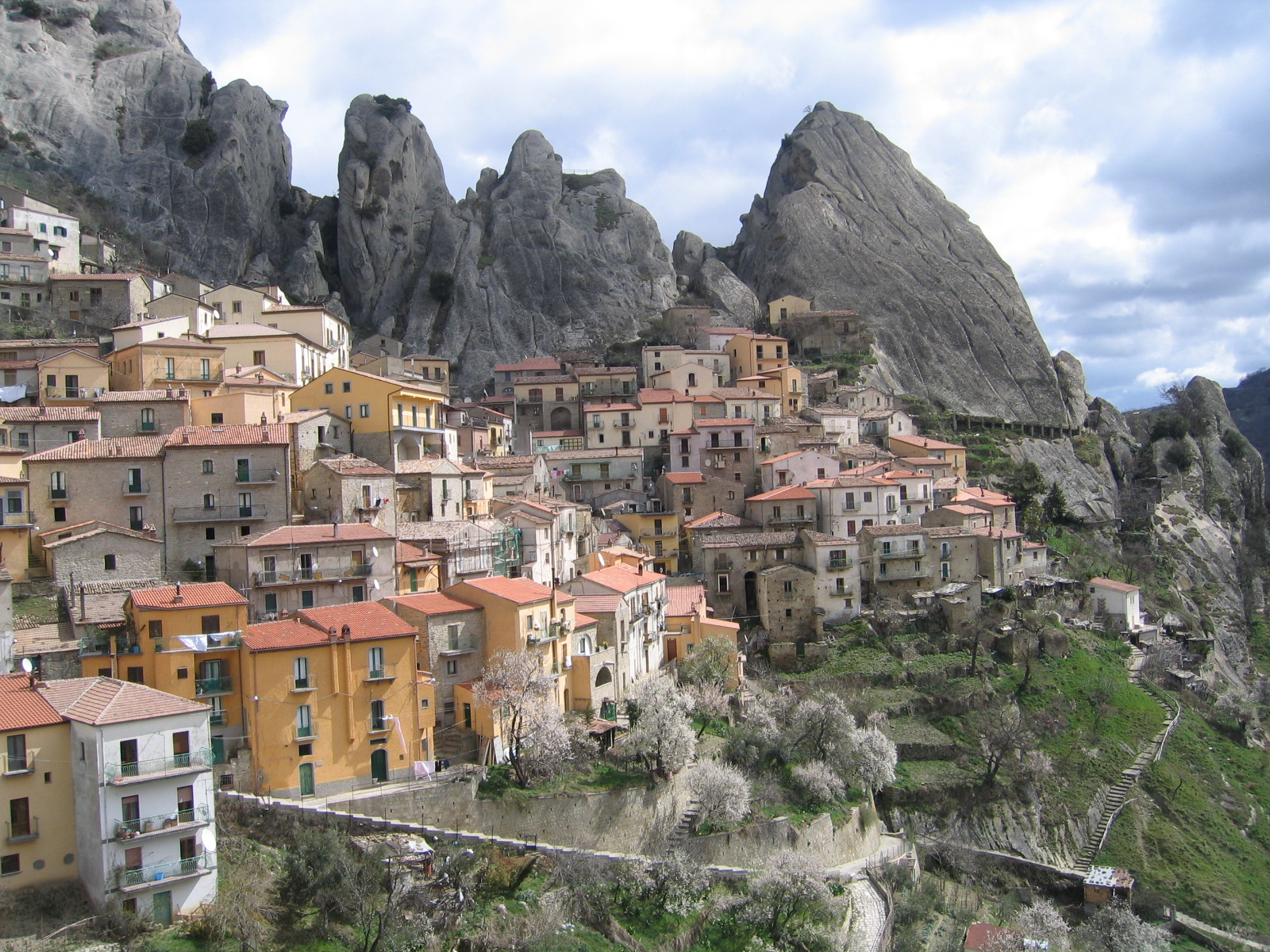

Населення — 816 осіб (2014).

## Демографія
Населення за роками:

Станом на 1 січня 2023 року в муніципалітеті офіційно проживало 16 іноземців з 7 країн, серед них 6 громадян країн Євросоюзу та 1 громадянин України.

## Сусідні муніципалітети
- Альбано-ді-Луканія
- Анці
- Лауренцана
- П'єтрапертоза
- Тривіньйо